# Чо Сунгђе
Чо Сунгђе (кореј. 조성재, транскрибовано Cho Sung-jae; 13. март 2001) корејски је пливач чија специјалност су трке прсним стилом. 

## Спортска каријера
Први запаженији резултат у каријери, Сунгђе је постигао 2018. на Азијским играма у Џакарти, где је као седамнаестогодишњак успео да исплива укупно шесто време у финалу трке на 200 метара прсним стилом. 
На светским првенствима је дебитовао у корејском Квангџуу 2019, где је заузео укупно 30. место у квалификацијама трке на 200 прсно са временом од 2:13,48 минута. Нешто касније исте године, на митингу светског купа у малим базенима у руском Казању заузима четврто место у трци на 200 прсно. 